# Hinòbids
Els hinòbids (Hynobiidae) són una família d'amfibis urodels.

## Particularitats
Tot i que estan taxonòmicament relacionats amb les salamandres gegants (Cryptobranchidae), els hinòbids són salamandres menudes i tímides. La meitat de les espècies de la família són endèmiques del Japó, les altres es troben a l'Àsia central, Corea, Xina i Sibèria.
Llur hàbitat natural són boscos temperats i rius.

## Gèneres
- Subfamília Hynobiinae
  - Batrachuperus
  - Hynobius
  - Liua
  - Onychodactylus
  - Pachyhynobius
  - Paradactylodon
  - Pseudohynobius
  - Ranodon
  - Salamandrella

- Subfamília Protohynobiinae
  - Protohynobius